# ریکلدو دا مونت دی کروچه
ریکلدو دا مونت دی کروچه (لاتین: Ricoldus de Monte Crucis; ۱ ژانویهٔ ۱۲۴۲ – ۳۱ اکتبر ۱۳۲۰) گردشگر، نویسنده، مبلغ مذهبی فرقه دومینیکن، و راهب بود.